# 생물학의 역사

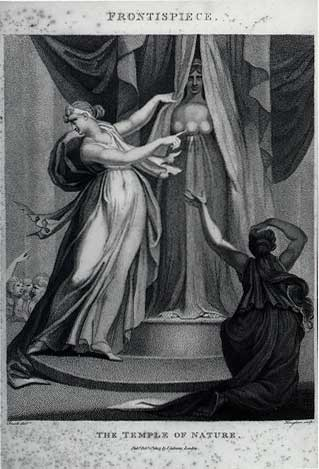
이래즈머스 다윈(《종의 기원》의 저자 찰스 다윈의 할아버지)의 진화론을 주제로 한 시 《The Temple of Nature》의 표지로 자연의 장막을 뒤로 당기는 여신(아르테미스)이 나타나 있다. 우화와 은유는 종종 생물학의 역사에서 중요한 역할을 담당했다.

생물학의 역사(영어: history of biology) 또는 생물학사(生物學史)는 고대부터 현대에 이르기까지 살아있는 것들의 연구에 대해 기술한다. 단일 학문으로서의 생물학은 19세기에 정립되었지만, 그 기원은 고대 인도의 아유르베다, 고대 이집트의 의학, 고대 그리스 로마 시대의 아리스토텔레스와 갈레노스의 연구와 같은 고대의 의학과 자연과학의 전통에서 찾을 수 있다. 이와 같은 고대의 연구는 중세의 이븐 시나와 같은 무슬림 의사와 학사들에 의해 보다 더 발전하였다. 유럽의 르네상스 시대와 근대 초기에 경험주의에 대한 새로운 관심과 많은 새로운 생물들의 발견으로 유럽에서 생물학적 사고의 혁명이 일어났다. 이런 움직임에서 두드러진 것은 생리학 분야에서 실험과 면밀한 관찰을 이용한 베살리우스와 하비, 생물의 발달과 행동, 화석 기록, 생물의 다양성을 분류하기 시작한 린네와 뷔퐁 같은 박물학자들이었다. 로버트 훅, 안톤 판 레이우엔훅에 의한 현미경의 사용은 이전에 잘 알려지지 않았던 미생물의 세계를 밝혀내어, 세포설의 토대를 마련했다. 부분적으로 기계론적 세계관의 부상에 대한 대응으로 자연신학의 중요성이 커지면서 박물학의 발달을 촉진하였다.
18세기와 19세기에 식물학과 동물학과 같은 생물학은 점점 더 전문적인 과학 분야가 되었다. 라부아지에와 다른 물리학자들은 물리학과 화학을 통해 생물의 세계와 무생물의 세계를 연결하기 시작했다. 알렉산더 폰 훔볼트 같은 탐험가, 박물학자들은 생물과 환경의 상호작용이 지리학에 의해 좌우되는 것을 연구하여 생물지리학, 생태학 및 동물행동학의 기반을 마련했다. 박물학자들은 본질주의를 거부하고 멸종의 중요성과 종의 변이 가능성을 고려하기 시작했다. 세포설은 생물의 기본 단위에 대해 새로운 시각을 제공했다. 이러한 학문적 발전과 발생학과 고생물학의 성과들은 찰스 다윈의 자연선택설에 의한 진화론으로 종합되었다. 19세기 말에는 자연 발생설이 부정되고 질병의 세균설이 부상되었지만, 유전 현상의 메커니즘은 여전히 수수께끼로 남아있었다.
20세기 초 멘델 유전 법칙의 재발견은 토머스 헌트 모건과 그의 제자들에 의해 유전학의 급속한 발전을 가져왔고, 1930년대에 신다윈주의자들은 집단 유전학과 자연선택론을 결합시켜 현대 종합설을 탄생시켰다. 새로운 분야는 특히 왓슨과 크릭이 DNA 구조를 제안한 후에 급속도로 발전했다. 분자생물학의 중심 원리의 확립과 유전 암호가 해독됨에 따라 생물학은 크게 개체생물학(개체와 개체군을 다루는 분야)과 세포 및 분자생물학으로 나뉘었다. 20세기 후반에 유전체학 및 단백체학(프로테오믹스)과 같은 새로운 학문 분야는 분자적인 기술을 이용하는 개체생물학자나 집단 유전학 뿐만 아니라 유전자와 환경 사이의 상호작용을 연구하는 세포생물학자나 분자생물학자처럼 개체생물학과 세포 및 분자생물학의 구분을 모호하게 만들고 있다.
19세기에는 피어리뷰 시스템이 잘 갖추어지지 않았고, 이로 인해 과학계의 데이터 출판이 더뎠으나, 20세기부터는 과학계의 피어리뷰 시스템이 정립되면서 생물학을 비롯한, 모든 과학적 논쟁은 피어리뷰 논문을 통해 이루어지게 되었다. 이는 현재 진행형으로서 지금 진행되는 모든 연구와 논쟁에는 반드시 관련 논문이 존재한다.

## 생물학의 어원
생물학(biology)이라는 단어는 "생명"을 뜻하는 그리스어 "βίος (bios)"와 "학문"을 뜻하는 접미사 "-logy" 의 결합으로 형성되었다. 현대적인 의미에서 생물학이란 용어는 토머스 베도스 (1799년), 카알 프리드리히 부르다흐 (1800년), 고트프리드 라인홀트 트레비라누스 (1802년), 장바티스트 라마르크 (1802년)에 의해 각각 독자적으로 도입된 것으로 보인다. 생물학이란 단어 자체는 1766년에 출판된 독일의 학자 미카엘 크리스토프 하노우의 저서 《Philosophiae naturalis sive physicae dogmaticae: Geologia, biologia, phytologia generalis et dendrologia》 제3권의 제목에 등장한다.
생물학이라는 용어가 쓰이기 전에 동물과 식물의 연구에서 사용된 몇 가지 용어가 있다. 박물학은 생물학에 대해 기술하는 측면이 있었지만, 광물학 및 기타 비생물학적인 분야도 포함하였다. 중세부터 르네상스 시대까지 박물학의 통일된 틀은 아리스토텔레스의 자연의 단계(scala naturae), 즉 존재의 대사슬이었다. 자연철학과 자연신학은 식물과 동물에 대한 개념적이고 형이상학적인 근거를 포함하고, 생물이 존재하고 행동하는 방식에 대한 문제를 다루었지만, 지질학, 물리학, 화학 및 천문학을 포함하고 있다. 생리학 및 (식물학적)약리학은 의학의 한 분야였다. 식물학, 동물학 및 지질학(화석의 경우)은 생물학이 널리 받아들여지기 전인 18세기, 19세기에 박물학과 자연철학을 대체했다. 오늘날 식물학과 동물학은 균류학 및 분자생물학과 같은 생물학의 다른 하위 분야라는 의미로 널리 사용되고 있다.

## 고대 및 중세의 지식

### 초기 문명
고대 인류는 생존의 기회를 높이기 위해 식물과 동물에 대한 지식을 가지고 있었음이 분명하다. 이는 인간과 동물에 대한 해부학적 지식과 동물 행동(이주 패턴과 같은)의 측면을 포함할 수 있다. 그러나 생물학적 지식의 첫 번째 중대한 전환점은 지금으로부터 약 10,000년 전에 일어난 신석기 혁명에 있었다. 인류는 처음에는 농사를 위해 식물을 길들였고, 그 다음 가축을 길들였고, 그 결과 정착 생활을 하기 시작했다.
메소포타미아, 이집트, 인도, 중국의 고대 문명은 독자적이고 복잡한 자연철학 체계를 가졌으며 수스루타(인도) 및 장중경(중국)과 같은 유명한 의사와 학자들을 배출하였다. 그러나 현대 생물학의 근원은 고대 그리스 철학의 세속적인 전통에서 찾을 수 있다.

#### 고대 중국의 전통
고대 중국에서는 생물학적 주제가 약용식물학자, 의사, 연금술사 및 철학자의 연구등 여러 분야에 걸쳐 분산되어 있었다. 예를 들어 중국 도교의 연단술 전통은 건강에 중점을 두고 있었기 때문에(궁극적인 목표는 불로장생의 영약임) 생물학의 일부로 간주될 수 있다. 고대 중국의 의학 체계는 일반적으로 음양오행설을 중심으로 전개된다. 또한 기원전 4세기 장자와 같은 도교 철학자들은 생물 종의 고정을 부정하고, 생물 종이 환경에 대응해서 특성을 발전시킨다고 추측하는 등의 진화와 관련된 생각들을 표현하였다.

#### 고대 인도의 전통
가장 오래된 의학 체계 중 하나는 기원전 약 1,500년 전 아타르바베다(인도의 지식, 지혜 및 문화에 관한 가장 오래된 4권의 책 중 하나)에서 유래한 인도의 아유르베다로 알려져 있다.
고대 인도의 아유르베다는 고대 그리스 의학의 4가지 체액과 유사한 3가지 체액 개념을 독자적으로 발전시켰고, 인체는 5가지 요소와 7가지 기본 조직으로 구성된다는 보다 복잡한 체계를 포함한다. 또한 아유르베다의 저자들은 태어나는 방법(자궁, 알, 열과 습기, 씨앗)에 따라 생물을 4가지 범주로 분류하고, 태아의 개념을 자세히 설명했다. 또한 그들은 사람 해부나 동물 해부 없이 수술 분야에서 상당한 발전을 이루었다. 가장 초기의 아유르베다 문헌 중 하나는 기원전 6세기 수스르타의 것으로 보이는 수스르타 삼히타(Sushruta Samhita)로 700종의 약용 식물, 64종의 광물 원료, 57종의 동물성 원료를 기술한 초기 약물학 문헌이다.

#### 고대 메소포타미아의 전통
고대 메소포타미아 의학은 기원전 11세기의 저명한 학자인 에사길-킨-아플리로 대표될 수 있으며, 그는 의학적 처방전과 절차들을 편찬하여 엑소시즘으로 제시했다.

#### 고대 이집트의 전통
기원전 16세기부터 에드윈 스미스 파피루스(현존하는 가장 오래된 외과 안내서)와 에버스 파피루스(각종 질병 치료를 위한 의료 재료 준비, 사용에 대한 안내서)같은 12종이 넘는 의학 관련 파피루스가 전해진다.
또한 고대 이집트인들은 사람의 유해를 보존하고 부패를 막는 시체방부처리 기술을 발달시킨 것으로 유명한데, 이는 미라를 만드는데 사용되었다.

### 고대 그리스와 로마의 전통

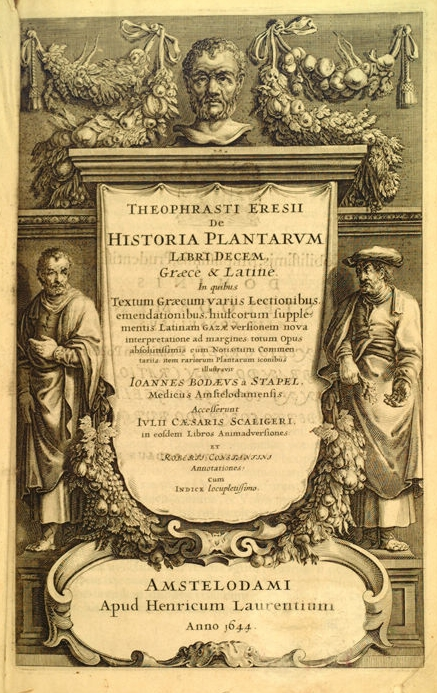
《식물의 역사》(Historia Plantarum)의 삽화가 들어간 1644년의 확장판의 표지로, 원래는 테오프라스토스에 의해 기원전 300년 경에 쓰여졌다.

소크라테스 이전의 철학자들은 생명에 관해 많은 질문을 던졌지만, 생물학적 관심에 대한 체계적인 지식을 거의 만들지 못했다. 그래도 순수 물질적인 용어로 생명체를 설명하려는 원소론자들의 시도는 주기적으로 반복되었다. 그러나, 히포크라테스와 그의 제자들의 의학이론, 특히 사체액설은 후대에 지속적으로 영향을 미쳤다.
철학자 아리스토텔레스는 고대로부터 생물 분야의 가장 영향력이 있는 학자였다. 자연철학에서 그의 초기 연구는 추측에 근거한 것이었지만, 아리스토텔레스의 후기 생물학적 저작들은 생물학적 인과관계와 생물의 다양성에 초점을 맞춘 보다 경험적인 것이었다. 그는 자연을 무수히 관찰했으며, 특히 주변 세계에서 식물과 동물의 습성과 속성을 분류하여 범주화하는데 많은 노력을 기울였다. 결국 아리스토텔레스는 540종의 동물을 분류하고 적어도 50종을 해부했다. 그는 지적인 목적, 형태적인 원인이 모든 자연 과정을 이끈다고 믿었다.
18세기까지 아리스토텔레스와 거의 모든 서구학자들은 생물체가 식물에서 사람까지 올라가는 완전한 단계으로 배열되어 있다고(자연의 단계 또는 존재의 대사슬) 믿었다. 아리스토텔레스의 제자인 테오프라스토스는 식물학에 관한 일련의 책인 《식물의 역사》를 저술했는데 이 책은 식물학에 대해 고대에 가장 중요한 기여를 하였으며, 중세까지 영향을 미쳤다. 열매와 관련된 "카포스(carpos)", 과피와 관련된 "페리카피온(pericarpion)" 같은 테오프라스토스가 명명한 많은 용어들이 현재까지 남아있다. 디오스코리데스는 약 600여종의 식물에 대한 설명과 의학에서의 사용법을 종합하여 선구적이고 백과사전적인 약학서적인 《약물학》(De Materia Medica)을 저술했다. 대 플리니우스는 그의 저작 《박물지》(Natural History)에서 많은 식물과 동물들에 대한 설명을 포함하여 자연에 대한 백과사전식 설명들을 후세에 남겼다.
프톨레마이오스 왕조 이래로 헬레니즘 시대의 몇몇 학자들 특히 칼케톤의 헤로필로스와 키오스섬의 에라시스트라투스는 해부학과 생리학에 관한 아리스토텔레스의 이론을 수정했다. 클라우디우스 갈레노스는 의학과 해부학에서 가장 중요한 권위자가 되었다. 루크레티우스와 같은 고대의 원소론자 중 일부는 생명의 모든 측면이 계획이나 목적의 결과라는 아리스토텔레스의 목적론적 관점에 도전했지만, 목적론(및 기독교의 부상 이후 자연신학)은 18세기와 19세기까지 생물학의 중심사상이었다. 에른스트 마이어는 "루크레티우스와 갈레노스 이후 르네상스까지 생물학에서 어떠한 중요 발견도 이루어지지 않았다."고 주장했다. 박물학과 의학에 관한 그리스 전통 이론들은 중세 유럽에서 의심의 여지 없이 널리 받아들여졌다.

### 중세와 이슬람의 지식

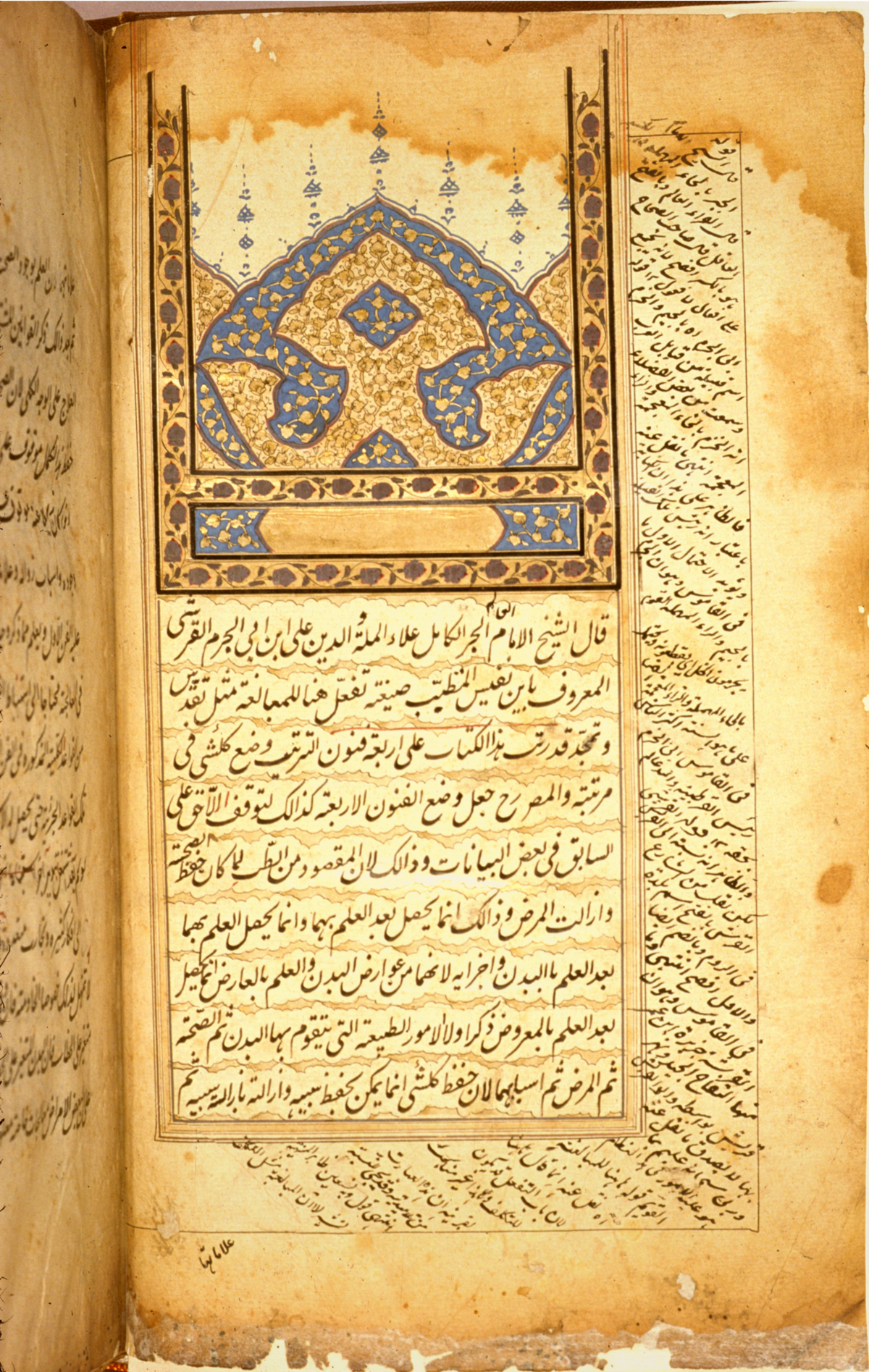
폐순환과 관상동맥에 의한 순환을 발견한 실험적 해부학의 초기 지지자인 이븐 알 나파스의 생체의학 연구

로마 제국의 몰락으로 인해 많은 지식이 소실되고 파기되었지만, 의사들은 여전히 그리스 전통을 의학 훈련과 실습에 적용시켰다. 비잔티움 제국과 이슬람 세계에서 많은 그리스 작품이 아랍어로 번역되었으며, 아리스토텔레스의 작품 대부분이 보존되었다.

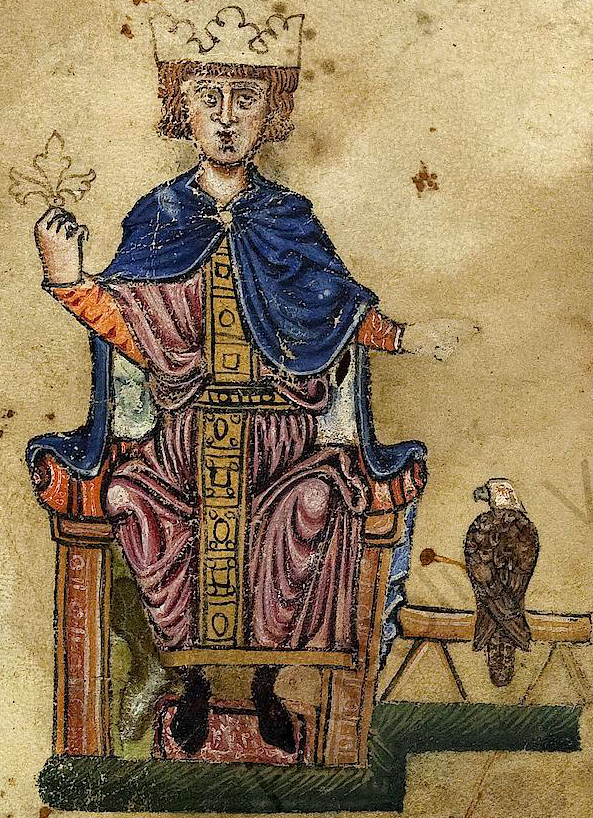
신성 로마 제국의 황제인 프리드리히 2세가 저술한 《새와 사냥하는 기술》(De arte venandi cum avibus)은 조류 형태학을 탐구한 중세 시대의 영향력있는 박물학 문헌이다.

중세 성기에는 빙엔의 힐데가르트, 알베르투스 마그누스, 신성로마제국의 프리드리히 2세와 같은 몇몇 유럽 학자들이 박물학에 관해 저술했다. 유럽 대학들의 부상은 물리학과 철학의 발전에 큰 영향을 미쳤지만, 생물학에는 별다른 영향을 미치지 못하였다.

## 르네상스와 근대 초기의 발전
유럽의 르네상스로 인해 경험적 박물학과 생리학에 대한 관심이 증대되었다. 1543년에 안드레아스 베살리우스는 시체 해부를 기반으로 한 인체해부학에 대한 저서 《인체 해부학 대계》(De humani corporis fabrica), 일명 《파브리카》(fabrica)를 통해 서양 의학의 근대 시대를 열었다. 베살리우스는 일련의 해부학자들 중 생리학과 의학에서의 스콜라주의를 경험주의로 점차적으로 대체하고, 과거의 권위와 추상적 추론보다는 직접적인 경험에 의존한 첫 번째 해부학자였다. 또한 본초학에 근거한 의학에서 약초의 이용은 새로운 경험주의에 바탕을 둔 식물 연구의 원천이 되었다. 오토 브룬펠스, 히에로니무스 보크 및 레온하르트 후크스는 야생 식물에 대한 광범위한 저작을 남겼으며, 이는 식물의 삶 전체를 자연에 기반해서 기술하는 접근법의 시작이었다. 베스티아리(동물에 대한 자연적이고 비유적인 지식을 결합한 동물우화집) 또한 윌리엄 터너, 피에르 블롱, 기욤 롱드레, 콘라드 게스너, 울리세 알드로반디 같은 박물학자들에 의해 더욱 정교해졌다.
알브레히트 뒤러와 레오나르도 다 빈치 같은 예술가들은 종종 박물학자들과 함께 동물과 인간의 몸에 관심을 갖고, 생리학을 자세히 연구하고, 해부학 지식의 발전에 기여했다. 특히 파라켈수스의 연구에서 전통적인 연금술과 주술은 살아있는 세계에 대한 지식으로 주장되었다. 연금술사들은 유기물을 화학 분석에 사용하고, 여러 생물과 광물들의 약물 효과에 대해 자유롭게 실험했다. 자연을 유기체에 비유하던 전통적인 관점은 자연을 기계에 비유하는 것으로 대체되었고, 17세기까지 계속된 세계관(기계론의 부상)의 일부로 자리잡았다.

### 17세기와 18세기
17세기와 18세기의 대부분에 걸쳐 박물학을 지배한 것은 이름을 붙이고, 분류하고, 계통을 세우는 것이었다. 칼 폰 린네는 1735년에 자연계에 대한 기본적인 분류법을 발표했으며, 1750년대에는 자신이 기재한 모든 종에 학명을 도입했다. 린네는 생물 종을 설계된 계층 구조의 불변하는 부분으로 생각했지만, 18세기의 박물학자인 르클레르 뷔퐁은 생물 종을 인위적인 범주로 분류하고, 생물을 가변적인 것으로 간주하여 공통 조상의 가능성을 제시하기도 했다. 비록 진화에 대해 반대했지만, 뷔퐁은 진화론의 역사에서 중요한 인물이다. 그의 연구는 라마르크와 다윈의 진화론에 영향을 미쳤다.
새로운 종의 발견과 기재, 표본 수집은 과학자에게는 열정을 불러일으키고, 기업가에게는 수익성이 좋은 사업이 되었다. 수 많은 박물학자들이 과학 지식과 모험을 찾아 지구 곳곳을 탐험하였다.

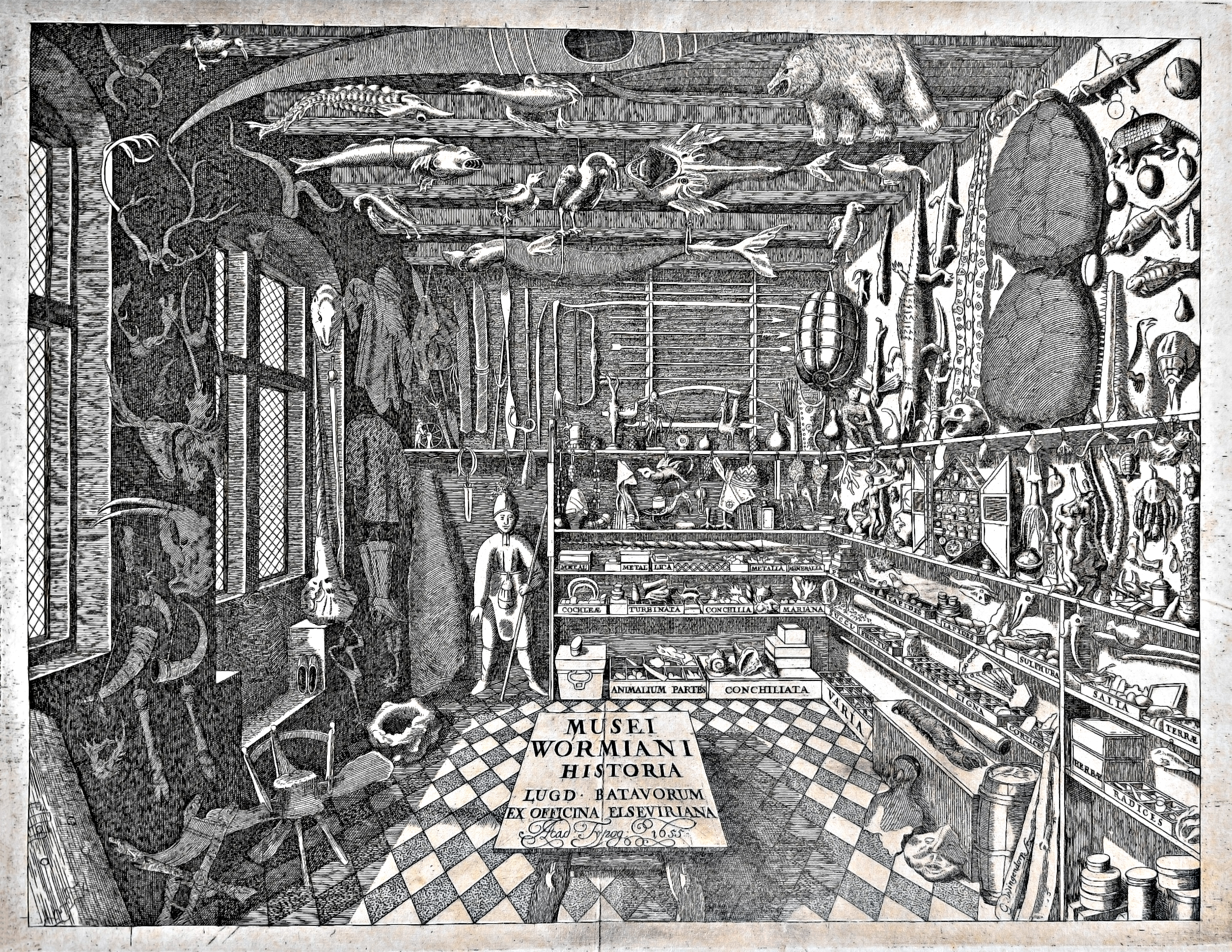
올레 보름의 경이의 방과 같은 것들은 근대 초기에 생물학적 지식의 중심지였고, 전세계의 생물들을 한 곳에 모았다. 대항해시대 이전에 박물학자들은 생물 다양성의 규모에 대한 생각을 거의 가지고 있지 않았다.

베살리우스의 연구를 살아있는 사람과 동물에 대한 실험으로 확대한 윌리엄 하비와 다른 자연 철학자들은 혈액, 동맥과 정맥의 역할에 대해 연구하였다. 1628년에 출간된 하비의 《동물의 심장과 혈액의 운동에 관한 해부학적 연구》(Exercitatio Anatomica de Motu Cordis et Sanguinis in Animalibus)는 기존 갈레노스의 이론에 종지부를 찍게 하였고, 산토리오 산토리오의 신진대사에 대한 연구와 함께 생리학에 대한 정량적인 접근법의 모델로 큰 영향을 남겼다.
17세기 초에 생물학의 미시 세계에 대한 탐구가 시작되었다. 몇몇 렌즈 제작자들과 자연철학자들은 16세기 후반부터 조잡한 현미경을 만들고 있었고, 로버트 훅은 1665년에 자신의 현미경으로 관찰한 것에 기초한 《마이크로그라피아》(Micrographia)를 출판했다. 1670년대에 안톤 판 레이우엔훅에 의한 렌즈 제작 기술의 극적인 발전으로(단일 렌즈로 최대 200배까지 확대할 수 있었음) 학자들은 정자, 세균, 원생동물, 미시 생명체의 기묘함과 다양성에 대해 관찰, 발견할 수 있었다. 슈밤메르담의 연구는 곤충학에 대해 새로운 관심을 불러 일으켰고, 현미경 관찰시 분리 과정 및 염색 과정에서 기본 기술의 토대를 마련했다.

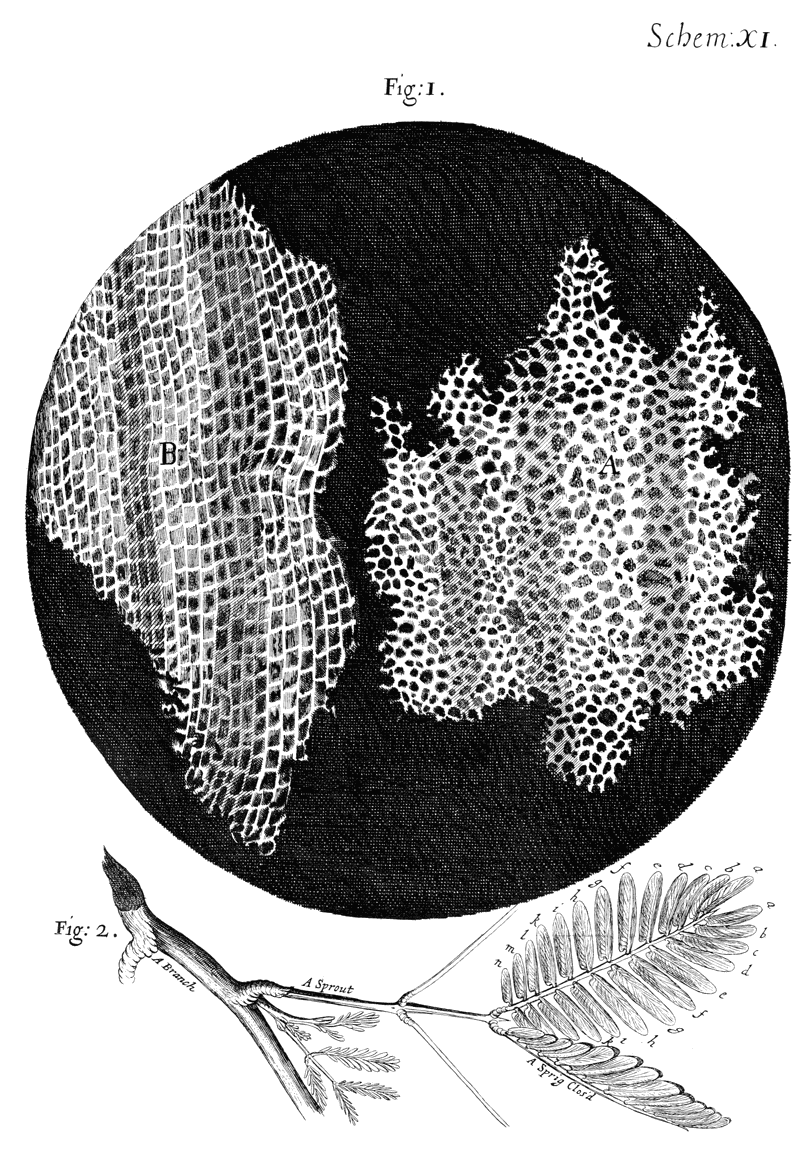
《마이크로그라피아》(Micrographia)에서 로버트 훅은 코르크 조각과 같은 생물학적 구조에 세포라는 단어를 사용했지만, 과학자들이 세포를 생물의 기본 단위로 여기게 된 것은 19세기에 이르러서였다.

현미경적 세계가 확대됨에 따라 거시적 세계는 축소되어 갔다. 존 레이와 같은 식물학자들은 지구 곳곳에서 새로 발견된 많은 생물들을 일관된 분류 체계와 일관된 신학(자연신학)에 통합시키기 위해 노력했다. 또 다른 주제인 태고의 먼 옛날에 대한 논쟁들은 고생물학의 발전을 촉발시켰다. 1669년에 니콜라스 스테노는 어떻게 살아있는 생물이 퇴적층에 갇히고 광물화된 화석이 될 수 있었는지에 대한 에세이를 출판했다. 화석에 대한 스테노의 생각은 잘 알려져 있었고, 자연 철학자들 사이에서 많은 논란이 있었지만 멸종이나 지구의 나이와 같은 문제에 대한 철학적, 신학적 논쟁으로 18세기 말까지 대부분의 박물학자들은 화석의 유기적 기원을 받아들이지 않았다.

## 19세기: 생물학 분야의 출현
19세기까지 생물학은 형태와 기능(즉, 생리학)에 대한 문제를 연구한 의학과 생물과 생물, 생물과 환경 사이의 상호작용 및 생물의 다양성에 관해 연구한 박물학으로 크게 나뉘어 있었다. 박물학이 세포생물학, 세균학, 형태학, 발생학, 지리학, 지질학과 같은 보다 전문화된 과학 분야들에 크게 영향을 주었지만 1900년까지 이들 학문 영역의 대부분은 서로 중첩되어 있었다.

알렉산더 폰 훔볼트는 탐험을 하면서 경관을 가로지르는 식물의 분포도를 만들고 압력과 온도 같은 다양한 물리적인 조건들을 기록했다.

### 박물학 및 자연철학
19세기 초, 중반에 박물학자들의 광범위한 탐험을 통해 생물의 다양성과 분포에 대한 풍부하고 새로운 정보를 얻을 수 있었다. 자연철학(즉, 물리학 및 화학)의 정량적 접근법을 사용하여 생물과 환경(즉, 박물학의 영역) 사이의 관계를 분석한 알렉산더 폰 훔볼트의 연구가 특히 중요하다. 훔볼트의 연구로 인해 생물지리학의 기초가 마련되였고, 여러 세대의 과학자들에게 깊은 영감을 주었다.

#### 지질학 및 고생물학
신흥 학문인 지질학은 박물학과 자연철학을 더욱 더 가깝게 만들었다. 주상단면도는 생물의 공간적 분포를 시간적 분포와 관련시킴으로써 진화라는 개념이 성립하는데 중요한 단초를 제공했다. 조르주 퀴비에를 비롯한 여러 학자들에 의해 1790년대 말부터 19세기 초에 이르기까지 비교해부학과 고생물학은 큰 발전을 이루었다. 살아있는 포유류와 화석을 상세하게 비교한 일련의 강의와 논문을 통해서 퀴비에는 널리 믿어져온 바와 같이 화석이 현존하는 생물의 잔해가 아니라 이미 멸종한 생물의 잔해라는 것을 확증했다. 기드온 멘텔, 윌리엄 버클랜드, 메리 애닝, 리처드 오언 등에 의해 발견되고 기술된 화석들은 '포유류의 시대' 이전에 '파충류의 시대'가 있었음을 입증하는데 도움을 주었다. 이러한 발견은 대중의 상상력을 불러 일으켰고, 생명의 역사에 관심을 집중시켰다. 대부분의 지질학자들은 격변설(천변지이설)을 지지하였지만, 찰스 라이엘은 그의 영향력있는 저서 《지질학의 원리》(Principles of Geology) (1830)를 통해 과거 지질 시대의 지각 변화는 현재와 똑같은 과정과 속도로 일어났다는 제임스 허턴의 동일과정설을 대중화시켰다.

#### 진화와 생물지리학
다윈 이전에 가장 중요한 진화론은 장바티스트 라마르크의 이론이었다. 라마르크의 이론은 획득형질이 유전된다(20세기까지 널리 받아들여진 유전 메커니즘)라는 것으로 이를 하등한 미생물에서 사람에 이르기까지 일련의 진화 과정을 묘사했다. 영국의 박물학자 찰스 다윈은 훔볼트의 생물지리학적 접근, 라이엘의 동일과정설에 근거한 지리학, 토머스 멜서스의 인구론과 자신의 형태학적 전문성을 결합하여 자연선택설에 기초한 보다 발전적인 진화론을 만들었다. 앨프리드 러셀 월리스도 독자적인 연구를 통해 같은 결론에 도달했다.
1859년 찰스 다윈이 《종의 기원》(On the Origin of Species)을 출판한 것은 현대 생물학의 역사에서 중요한 사건으로 여겨진다. 이전의 진화에 대한 출간물에 비해 《종의 기원》이 성공적일 수 있었던 이유로 박물학자로서 다윈의 확고한 신뢰성, 책에서의 차분한 논조, 제시된 증거의 뚜렷한 강조 및 적절한 분량 등을 꼽을 수 있다. 19세기 말에 이르자 대부분의 과학자들은 진화와 공통 조상에 대해 확신하게 되었다. 그러나 그 당시의 주된 유전 이론과 무작위적 변이의 유전은 서로 양립할 수 없는 것처럼 보였기 때문에, 자연선택은 20세기에 들어와서까지 진화의 주요 메커니즘으로 받아들여지지 않았다.

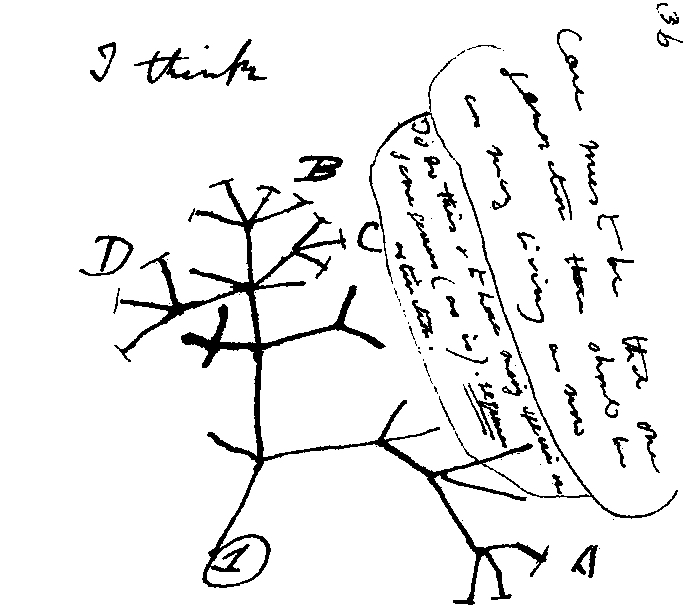
찰스 다윈의 종의 변화에 대한 그의 첫 번째 노트(1837)에서 진화계통수에 관한 스케치

드 캉돌, 훔볼트, 다윈의 연구에 이어 윌리스는 동물지리학에 큰 공헌을 하였다. 돌연변이설에 대한 관심 때문에 월리스는 남아메리카에 이은 말레이 제도에서의 야외 연구를 수행하면서 유사한 종들 간의 지리적 분포에 특별한 관심을 기울였다. 말레이 군도에 머무르는 동안 월리스는 아시아와 뉴기니/호주 사이의 군도의 동물군을 구분짓는 말루쿠 제도를 통과하는 월리스 선을 확인했다. 비슷한 기후를 가진 섬들의 동물군이 왜 그렇게 달라야하는지에 대한 월리스의 핵심 질문은 각 생물들의 기원을 고려함으로써 해답을 얻을 수 있었다. 월리스는 1876년에 《동물의 지리적 분포》(The Geographical Distribution of Animals)를 출판하였고, 1880년에 속편으로 섬 생물지리학에 초점을 맞춘 《도서 생물》(Island Life)을 출판했다. 월리스는 조류의 지리적 분포를 설명하기 위해 필립 스클레이터가 제안한 6구역 체계를 모든 종류의 동물에게 확장 적용했다. 지리적 영역에서 동물 집단에 대한 데이터를 도표화하는 월리스의 방법은 불연속성을 강조했고, 이러한 인식들로 인해 그 전에 행해지지 않은 진화에 대한 합리적인 설명을 할 수 있었다.
유전에 대한 과학적 연구는 다윈의 《종의 기원》 이후 프랜시스 골턴과 생물통계학자들의 연구로 빠르게 성장했다. 유전학의 기원은 훗날 유전법칙을 만든 것으로 인정받는 오스트리아의 성직자 그레고어 멘델의 1865년의 논문으로까지 거슬러 올라간다. 그러나 멘델의 연구는 35년이 지나도록 중요한 것으로 인정받지 못했다. 그 동안 범생설(pangenesis, 다윈의 유전 가설), 정향진화설(orthogenesis) 또는 다른 메커니즘에 기초한 다양한 유전 이론들이 토론되고, 활발하게 연구되었다. 특히 진화와 관련이 있고, 에른스트 헤켈의 연구에 의해 대중화된 발생학 및 생태학도 또한 생물학의 중심적인 분야가 되었다. 그러나, 19세기의 유전에 대한 연구의 대부분은 박물학의 영역이 아니라 실험적인 생리학의 영역에서 이루어졌다.

### 생리학
19세기에 걸쳐 생리학의 범위는 의료 분야 뿐만 아니라 사람, 식물, 동물 심지어 미생물까지 포함한 생물의 물리적, 화학적 과정에 대한 광범위한 연구에 이르기까지 크게 확장되었다. 생물을 기계론적으로 이해하려는 사고가 지배적이었다.

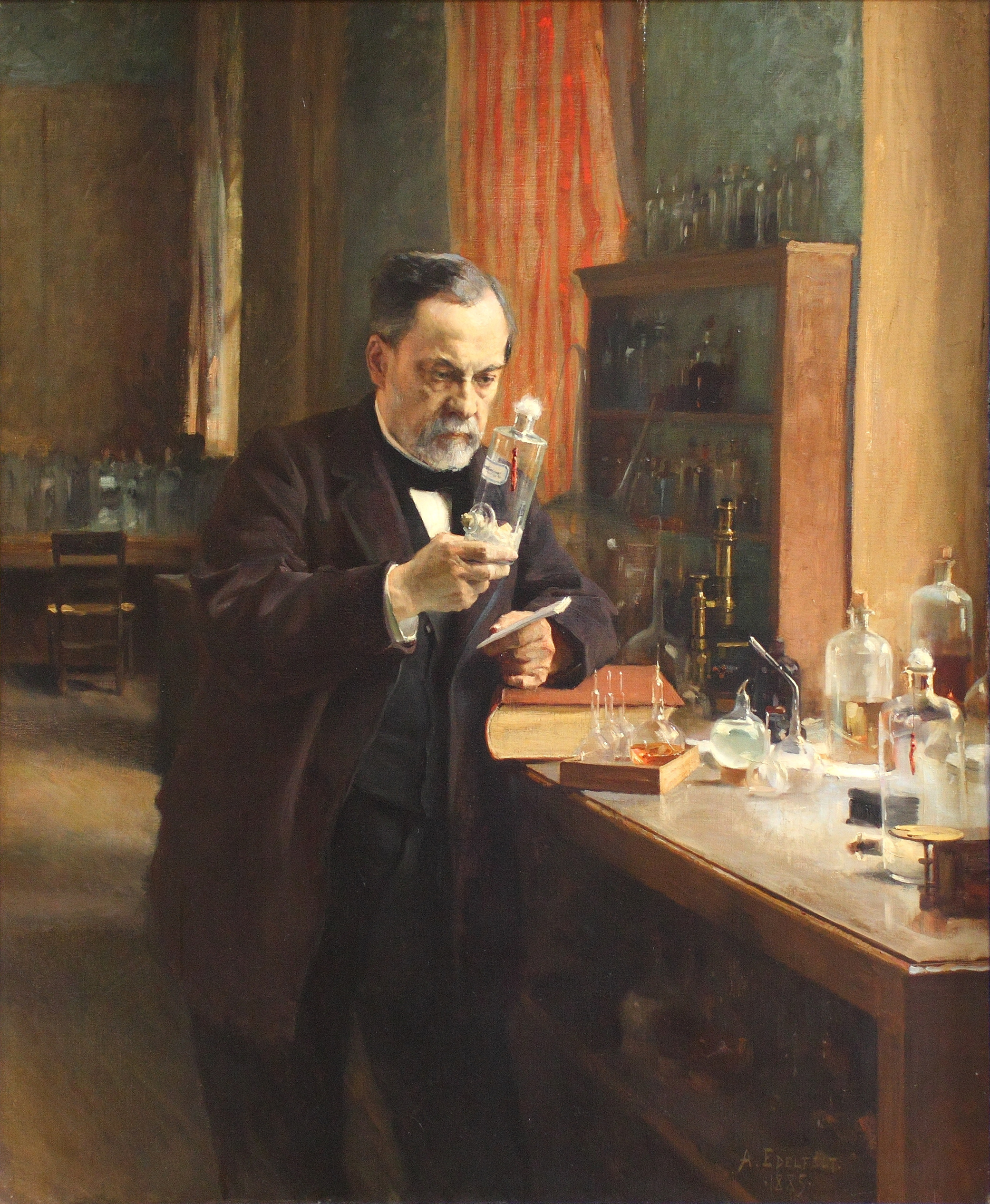
루이 파스퇴르와 다른 생물학자들이 발전시킨 혁신적인 실험실 유리 기구들과 실험 방법들은 19세기 후반 세균학의 발전에 기여했다.

#### 세포설, 발생학, 세균설
현미경 사용법의 발전 또한 생물학적 사고에 큰 영향을 미쳤다. 19세기 초에 많은 생물학자들은 세포의 중요성에 대해 지적했다. 독일의 슐라이덴(1838년)과 슈반(1839년)은 (1)세포가 생물의 기본 단위이고, (2)생물은 한 개 이상의 세포로 이루어져 있고, (3)세포는 기존의 세포로부터 생긴다는 생각을 제시했다. 로베르트 레마크와 루돌프 피르호의 연구 덕분에 1860년대에 이르러 대부분의 생물학자들은 세포설로 알려진 3가지 원리를 모두 수용하게 되었다.
세포설은 생물학자들로 하여금 생물이란 개별 세포들의 상호의존적인 집합체라고 생각하게 만들었다. 점점 더 강력한 현미경과 새로운 염색 방법으로 무장한 세포생물학자들은 단일 세포조차도 이전의 학자들이 묘사한 균일한 체액으로 가득차 있는 작은 공간이 아니라 보다 훨씬 더 복잡하다는 것을 알아냈다. 로버트 브라운은 1831년에 세포핵을 기술했으며, 19세기 말에 세포생물학자들은 염색체, 중심체, 미토콘드리아, 엽록체 및 염색을 통해 볼 수 있는 다른 구조 같은 주요 세포 구성요소들을 확인했다. 1874년에서 1884년 사이에 발터 플레밍은 살아있는 세포의 체세포 분열 각 단계를 기술하고, 세포 분열 직전에 염색체 수가 2배가 되고 딸세포가 만들어진다는 것을 알아냈다. 세포 복제에 대한 많은 연구가 아우구스트 바이스만의 유전 이론과 합쳐졌다. 바이스만은 핵(특히 염색체)을 유전 물질로 확인하고, 체세포와 생식 세포를 구별할 것을 제안했으며(생식 세포의 염색체 수가 체세포의 절반이 되어야한다는 주장은 감수 분열에 대한 선구적인 개념이었다), 휘호 더 프리스의 범생설을 받아들였다. 바이스만은 특히 새로운 분야인 실험적 발생학에서 영향력이 컸다.
1850년대 중반까지 질병의 미아즈마설은 질병의 세균설로 대체되어, 미생물 및 미생물과 다른 생물의 상호작용에 대한 광범위한 관심을 불러왔다. 1880년대에 세균학은 페트리 접시에 특정 영양소를 함유한 한천배지에서 순수 배양을 위한 방법을 도입한 로베르트 코흐의 연구를 통해 일관성을 갖춘 학문이 되었다. 생물이 살아있지 않은 물질로부터 생겨난다는 오랜 생각(자연발생설)은 루이 파스퇴르에 의해 수행된 일련의 실험으로 공격받게 되었고, 생기론 대 기계론에 대한 논쟁(아리스토텔레스와 고대 그리스의 원소론자들의 시대 이후에 계속 반복되는 쟁점)은 계속 진행되었다.

#### 유기화학 및 실험 생리학의 부상
화학에서 한 가지 핵심 쟁점은 유기물과 무기물의 구분이었고, 특히 발효와 부패같은 유기적 변형의 경우 더욱 그러했다. 아리스토텔레스 이후로 이러한 과정들은 본질적으로 생물학적 과정으로 간주되어 왔다. 그러나, 프리드리히 뵐러, 유스투스 폰 리비히 및 라부아지에의 연구에 기반한 유기화학의 발전 분야의 다른 개척자들은 유기적인 세계는 종종 물리적인 방법 및 화학적인 방법으로 분석될 수 있음을 보여주었다. 1828년 뵐러는 유기물인 요소가 생명체 내에서가 아닌 화학적 수단에 의해 생명체 밖에서 만들어질 수 있음을 보여주었고, 생기론에 대해 강력한 도전장을 내밀었다. 1833년에 다이아스테이스를 시작으로 화학적 변환을 일으킬 수 있는 세포추출물(효소)이 발견되었다. 19세기 말에 이르러서 효소에 대한 개념이 확립되었으나, 20세기 초까지 효소 반응에서 화학 반응 속도론은 적용되지 않았다.
클로드 베르나르 같은 생리학자들은 전례가 없을 정도로 생체의 화학적, 물리적 기능을 연구하여(생체 해부 및 기타 실험적 방법을 통해) 내분비학(1902년 세크레틴이라는 호르몬이 최초로 발견된 후 급속하게 발전한 분야), 생물역학, 영양 및 소화에 대한 연구의 토대를 마련했다. 의학과 생물학 모두에서 실험 생리학적 방법의 중요성과 다양성은 19세기 후반에 급격히 증가했다. 생명 현상의 제어와 조작이 중요 관심사가 되었으며, 생물 교육의 중심에 실험이 배치되었다.

## 20세기의 생명과학
20세기 초에 생물학 연구는 대체로 전문적인 시도들이었다. 대부분의 연구는 여전히 박물학적인 방법으로 행해졌는데, 실험에 근거한 인과적인 설명보다 형태학적, 계통발생학적 분석을 더 강조했다. 그러나, 생기론에 반대하는 실험 생리학자와 발생학자들의 영향력이 특히 유럽에서 커져갔다. 1900년대와 1910년대의 발생, 유전, 물질대사에 대한 실험적 접근 방법의 엄청난 성공은 생물학에 있어 실험의 힘을 보여주었다. 이 후 수십 년에 걸쳐 실험적 연구 방식이 박물학적 연구 방식을 대체해가며 생물학 연구에서 지배적인 방식이 되었다.
19세기 말부터 시작된 근대 과학 및 현대과학의 연구 과정은 피어리뷰 논문의 출판과 출판된 논문을 기반으로 한 논쟁이 이루어져 있으며, 그렇기에 생물학 연구에 있어 모든 논쟁에는 반드시 관련 논문이 존재하게 되었다.

### 생태학 및 환경과학
20세기 초에 박물학자들은 다른 실험실 중심의 생물학 분야들처럼 그들의 연구 방법에 정밀함과 가급적 실험을 더해야한다는 압력의 증가에 직면하게 되었다. 생태학은 화학자들에 의해 주창된 생물지구화학적 순환의 개념과 생물지리학의 결합으로 등장했다. 야외 생물학자들은 전통적인 박물학과는 다르게 연구를 진행하기 위해 방형구 및 야외에 알맞게 개조된 실험 장비와 카메라와 같은 정량적인 방법들을 발전시켰다. 동물학자들과 식물학자들은 실험실에서 실험을 수행하거나 정원처럼 어느 정도 통제된 자연 환경에 대해 연구하는 등의 생명 현상의 예측 불가능성을 완화할 수 있는 수단들을 사용했다. 콜드스프링하버 연구소 및 우즈홀 해양생물학 연구소 같은 새로운 연구기관들은 전체적인 생애주기에 대한 생물 연구에 있어 보다 통제된 환경들을 제공했다.
1900년대와 1910년대에 헨리 챈들러 카울스와 프레더릭 클레먼츠가 개척한 생태적 천이 개념은 초기 식물생태학에서 중요했다. 알프레드 로트카의 피식자-포식자 상호작용에 관한 방정식, 조지 이블린 허친슨의 호수와 강의 생물지구화학적 구조(육수학)과 생물지리학에 대한 연구, 찰스 엘튼의 동물 먹이 사슬에 대한 연구는 생태학의 전문 분야들을 확장시키는 양적 방법들의 대표라 할 수 있다. 유진 P. 오덤이 생태계에 대한 많은 개념들을 종합한 이 후에 생태학은 1940년대와 1950년대에 독립적인 학문이 되었다. 생태학은 생물군들 간의 관계(특히, 물질과 에너지 관계)를 중요하게 다루고 있다.
1960년대에 진화론자들이 여러 선택 단위의 가능성을 모색함에 따라 생태학자들도 진화적인 접근법을 도입하기 시작했다. 개체군생태학에서 집단선택에 대한 논쟁은 짧지만 매우 활발했다. 1970년에 이르자 대부분의 생물학자들은 단일 개체 수준에서는 자연선택이 거의 일어나지 않는다는데에 동의했다. 생태계의 진화는 지속적인 연구의 초점이 되었다. 환경운동의 부상으로 생태학은 급속도로 확대되었다. 국제 생물학 사업계획(International Biological Program)은 생태계생태학과 환경문제에 거대과학적 방법(물리학에서 아주 성공적이었던)을 적용하려고 시도했다. 도서생물지리학과 허바드 브룩 실험 숲과 같은 보다 작은 규모의 독자적인 시도들은 점차 다양한 분야의 영역을 재정의하는데 도움이 되었다.

### 고전유전학, 현대 종합설 및 진화론

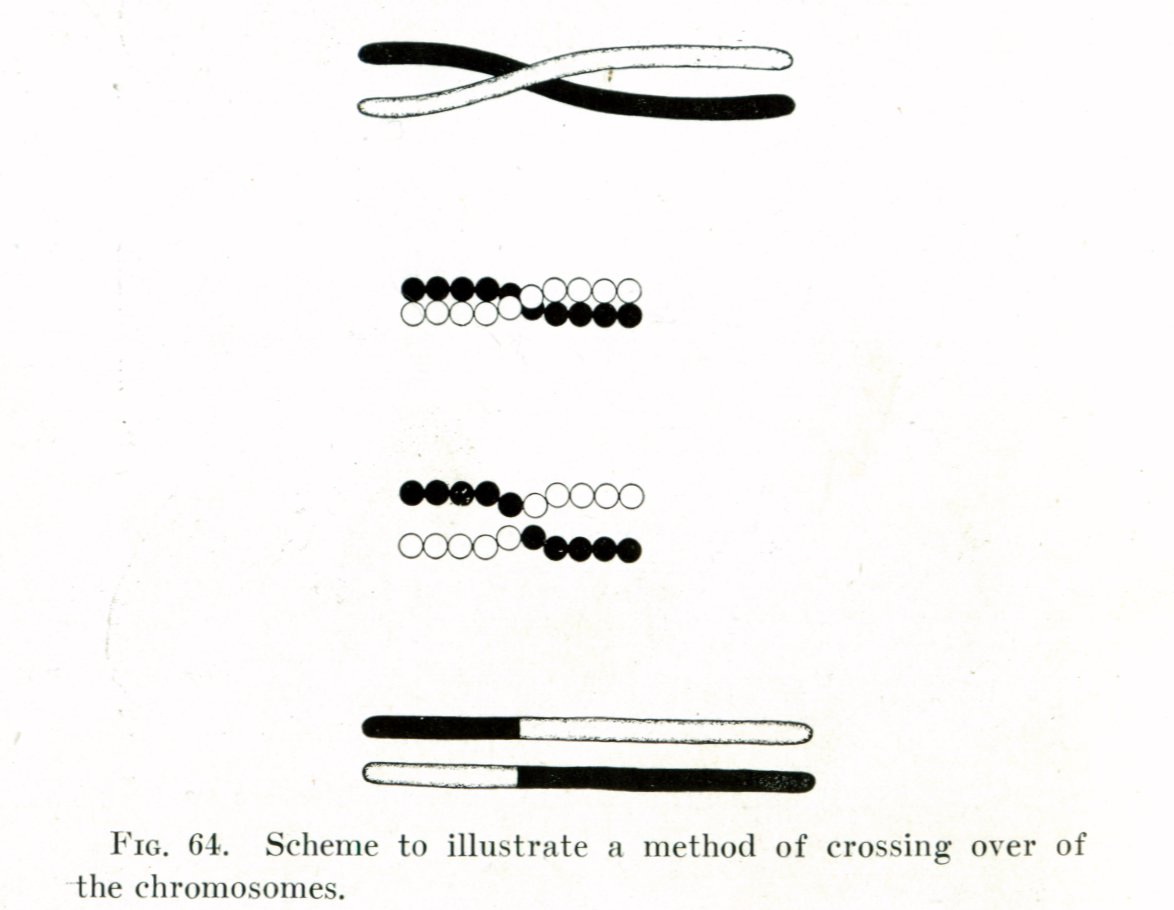
토머스 헌트 모건의 교차에 대한 일러스트

1900년에 소위 멘델의 재발견이라 불리는 사건이 있었다. 휘호 더 프리스, 카를 코렌스, 에리히 폰 체르마크는 독자적으로 멘델의 유전법칙(실제 멘델의 연구에서는 존재하지 않음)을 밝혀냈다. 얼마 후, 세포생물학자들은 염색체가 유전물질임을 제안했다. 1910년과 1915년 사이에 토머스 헌트 모건과 그의 초파리 실험실의 연구원들은 유전현상의 염색체설에 대한 논쟁적인 두 가지 생각을 다듬어 나갔다. 그들은 유전자 연관 현상을 정량화하고, 유전자가 끈에 꿰인 구슬처럼 염색체에 존재한다고 가정했다. 그들은 연관을 설명하기 위해 교차를 가설로 세우고 널리 사용되는 모델 생물이 된 초파리(Drosophila melanogaster)의 유전자 지도를 만들었다.
휘호 더 프리스는 새로운 유전학과 진화론을 연결하려고 시도했는데, 유전과 잡종에 대한 그의 연구를 바탕으로 20세기 초에 널리 받아들여진 돌연변이설을 제안했다. 또한 많은 이들이 용불용설을 지지했다. 다윈의 진화론은 생물통계학자들에 의해 연구된 연속적으로 변하는 형질과 양립할 수 없는 것으로 여겨졌는데, 이는 부분적으로 유전적인 것처럼 여겨졌다. 1920년대와 1930년대에 염색체설의 수용에 이어 로널드 피셔, J. B. S. 홀데인, 시월 라이트의 연구에 의한 집단유전학의 출현은 자연선택에 의한 진화론과 멘델유전학을 통합시켰고 현대 종합설을 탄생시켰다. 획득 형질의 유전은 받아들여지지 않게 되었고, 유전 이론이 성숙해감에 따라 이는 돌연변이설을 포함하게 되었다.
20세기 후반에 집단유전학은 행동, 사회생물학, 특히 인간의 진화심리학 같은 유전학의 새로운 분야에 적용되기 시작했다. 1960년대에 윌리엄 도널드 해밀턴 등은 진화학적 관점에서 혈연 선택을 통해 이타성을 설명하기 위한 게임 이론 접근법을 개발했다. 세포 내 공생설을 통한 고등 생물의 가능성 있는 기원, 그리고 유전자 중심의 관점(진화의 주된 원인으로 선택을 지지함)과 중립설(유전적 부동을 핵심 요인으로 봄)에서의 분자 진화에 대한 대조적인 접근법은 진화론에서 적응주의와 우연성의 적절한 균형에 대한 지속적인 논쟁을 불러 일으켰다.
1970년대에 스티븐 제이 굴드와 닐스 엘드리지는 정체됨이 화석 기록의 가장 두드러진 특징이고, 대부분의 진화적 변화는 비교적 짧은 시간에 걸쳐 빠르게 일어난다고 주장하는 단속평형설을 제안했다. 1980년대에 루이스 앨버레즈와 월터 앨버레즈는 백악기-제3기 대멸종이 운석 충돌에 의해 일어났다는 가설을 제안했다. 또한 1980년대 초 잭 셉코스키와 데이비드 라웁에 의해 발표된 해양 생물의 화석 기록에 대한 통계적 분석은 지구 생명체의 역사에서 대멸종 사건의 중요성에 대해 보다 잘 이해할 수 있는 계기를 마련해 주었다.

### 생화학, 미생물학, 분자생물학
19세기 말까지 약물 대사의 주요 경로 대부분이 단백질과 지방산의 대사 및 요소 합성의 대략적인 과정과 함께 밝혀졌다. 20세기의 처음 10년 간 부영양소인 비타민이 분리되고 합성되기 시작했다. 크로마토그래피 및 전기영동과 같은 향상된 실험 기술들은 생화학의 급속한 발전으로 이어졌다. 1920년대와 1930년대에 한스 크렙스, 거티 코리, 칼 코리 같은 생화학자들은 시트르산 회로, 글리코젠 합성, 해당과정, 스테로이드와 포르피린의 합성과 같은 여러 주요 대사 경로들을 연구하기 시작했다. 1930년대와 1950년대 사이에 프리츠 리프먼 등은 세포에서 보편적인 에너지 운반체인 ATP와 세포의 발전소인 미토콘드리아의 역할을 밝혀냈다. 이러한 전통적인 생화학 연구는 20세기를 거쳐 21세기에 이르기까지 매우 활발하게 이어지고 있다.

#### 분자생물학의 기원
고전유전학의 부상에 따라 생물학을 연구하는 물리학자들을 포함한 많은 생물학자들은 유전자와 유전자의 물리적인 성질의 문제를 연구했다. 1938년에 록펠러 재단의 과학 부문 책임자인 워렌 위버는 물리학 및 화학적인 방법을 기본 생물학 문제들에 적용한 연구를 촉진하기 위해 "분자생물학"이란 용어를 만들어냈다. 1930년대와 1940년대의 중요한 생물학적 돌파구 중 상당수는 록펠러 재단의 자금 지원을 받았다.

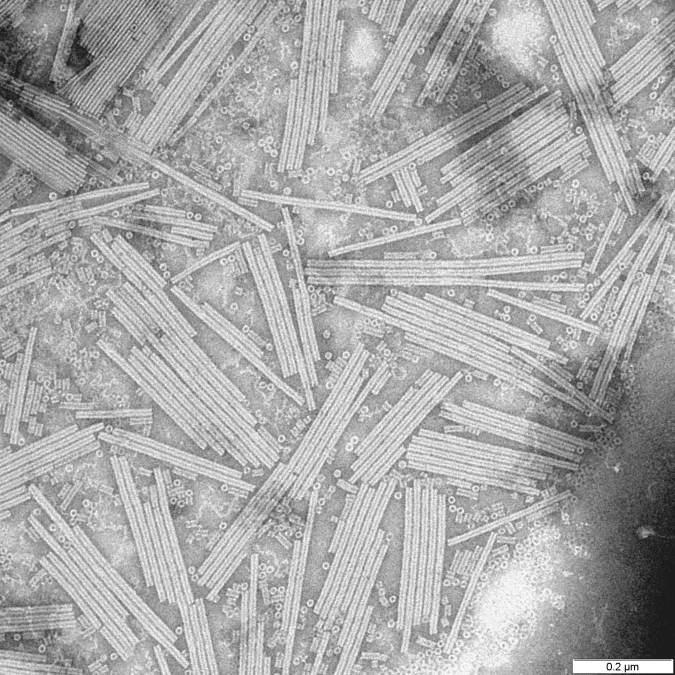
1935년에 웬들 스탠리가 담배 모자이크 바이러스를 순수한 핵단백질로 결정화시킨 것은 많은 과학자들에게 유전 현상이 물리학과 화학을 통해 설명될 수 있음을 확신시켜 주었다.

생화학과 마찬가지로 과학과 의학 사이에 위치한 세균학과 바이러스학(후에 미생물학으로 합쳐짐)의 중첩되는 분야들은 20세기 초반에 급속하게 발전했다. 펠릭스 데렐은 제1차 세계대전 중에 박테리오파지를 분리하여 파지 바이러스와 그들이 감염시키는 세균에 초점을 맞춘 긴 연구를 시작했다.
반복적인 실험 결과를 생성할 수 있는 유전적으로 균일한 모델 생물은 분자유전학의 발전에 필수적이었다. 초파리와 옥수수를 가지고 초기 연구를 수행한 이후 붉은빵곰팡이(Neurospora crassa)와 같은 더 간단한 모델 생물을 채택함으로써 1941년에 비들과 테이텀의 1유전자 1효소설처럼 유전학과 생화학을 서로 연결할 수 있게 되었다. 전자 현미경 및 초원심분리와 같은 새로운 기술에 힘입어 생물보다 간단한 시스템을 가진 담배 모자이크 바이러스 및 박테리오파지에 대한 유전학 실험은 과학자들에게 문자 그대로 생명의 의미에 대해 다시 생각하게끔 만들었다. 바이러스의 유전과 핵 밖에서 핵단백질 구조를 재생하는 것(세포질유전자)는 유전 이론을 보다 복잡하게 만들었다.

1958년 프랜시스 크릭은 "분자생물학의 중심원리"(원래는 농담삼아 "원리"라고 하였음)를 제안했다. 그림은 크릭이 당시 중심원리를 어떻게 생각하고 있었는지를 보여준다. 실선은(1958년에 보여졌듯이) 알려진 정보 전달을 나타내고, 실선은 가정한 정보 전달을 나타낸다.

1943년에 오즈월드 에이버리는 염색체 속의 유전물질이 단백질이 아니고 DNA임을 보여주었다. 이 문제는 1952년 허시와 체이스의 실험에 의해 결정적으로 해결되었는데, 이는 물리학자에서 생물학자로 전향한 막스 델브뤽이 중심이 된 이른바 파지 그룹의 많은 공헌들 중의 하나이다. 1953년에 제임스 왓슨과 프랜시스 크릭은 모리스 윌킨스와 로잘린드 프랭클린의 연구 성과를 바탕으로 DNA 구조가 이중 나선 구조임을 제안했다. "핵산의 분자 구조(Molecular structure of Nucleic Acids)"라는 유명한 논문에서 왓슨과 크릭은 "우리는 상보적인 염기쌍이 유전물질에 대한 가능한 복제 메커니즘을 암시하고 있다는 것을 알 수 있었다."고 말했다. 1958년 메셀슨과 스탈의 실험에 의해 DNA의 반보존적 복제가 확인된 후에 대부분의 생물학자들은 핵산의 염기 서열이 어떻게든 단백질의 아미노산 서열을 결정한다고 봤다. 물리학자인 조지 가모프는 유전 암호가 DNA와 단백질을 연결시킨다고 제안했다. 1953년에서 1961년 사이에 DNA와 단백질에 대해 알려진 생물학적 서열이 거의 없었지만 다수의 제안된 암호 체계와 RNA의 중계 역할에 대한 지식의 확대로 더욱 복잡한 상황이 되었다. 유전 암호를 실제로 해독하기 위해서 1961년에서 1966년 사이에 생화학 및 세균 유전학에서 일련의 실험들이 수행되었는데, 가장 중요한 연구는 니런버그와 코라나의 연구였다.

#### 분자생물학의 확장
칼텍의 생물학과, 케임브리지의 분자생물학 연구소, 파스퇴르 연구소 등은 1950년대 후반 분자생물학 연구의 주요 거점이 되었다. 막스 페루츠와 존 켄드류가 이끄는 케임브리지의 과학자들은 분자 모델링을 위한 X선 결정학과 디지털 컴퓨팅의 새로운 계산 가능성을 결합하여 급속히 발전하는 분야인 구조생물학에 집중했다.(군사 기금으로부터 과학이 직간접적으로 이익을 얻는 사례) 나중에 프레더릭 생어가 이끄는 많은 생화학자들이 케임브리지 실험실에 합류하여 고분자의 구조와 기능을 연구했다. 파스퇴르 연구소에서 프랑수아 자코브와 자크 모노는 1959년에 파디-자코프-모노 실험(일명 파자모 실험)을 통해 유전자 발현 조절의 개념 수립 및 mRNA로 알려졌던 것을 확인하게 한 lac 오페론에 관한 일련의 출판물들을 발표했다. 1960년대 중반에 분자생물학의 핵심이라 할 수 있는 물질대사와 생식의 분자적 기초에 관한 모델이 대체적으로 완성되었다.
1950년대 후반부터 1970년대 초반까지는 분자생물학에 대한 집중적인 연구와 연구 기관의 확장 시기였고 최근의 분자생물학은 다소 일관성 있는 분야가 되었다. 생물학자 에드워드 윌슨이 "분자 전쟁"이라 부르기도 했던, 분자생물학적 방법과 분자생물학자들의 급속한 확산은 종종 해당 학과와 심지어 해당 학문 분야 전체를 지배하게 되었다. 분자화는 특히 유전학, 면역학, 발생학, 신경과학에서 중요하며 "유전적 프로그램"(자코브와 모노가 사이버네틱스와 컴퓨터 과학으로부터 차용한 은유)에 의해 생명이 통제된다는 생각은 생물학 전반에 걸쳐서 영향력 있는 관점이 되었다. 특히 면역학은 분자생물학과 연결되어 혁신이 진행되었다. 1950년대 중반에 닐스 예르네와 프랭크 맥팔레인 버넷이 발전시킨 클론선택설은 단백질 합성에 대한 일반적인 기전을 밝혔다.
분자생물학의 영향에 대한 저항은 진화생물학에서 특히 두드러졌다. 단백질 아미노산 서열 분석은 진화에 대한 정량적 연구(분자시계 가설을 통해)에 큰 잠재력을 가지고 있지만, 진화생물학자들은 진화적 인과 관계에 대한 커다란 문제들에 답하기 위한 분자생물학의 관련성에 의문을 제기했다. 개체 생물학자들이 자신들의 중요성과 독립성을 주장하면서 각 학과와 학문분야들은 나뉘었다. 테오도시우스 도브잔스키는 분자생물학의 도전에 대한 반응으로 "진화를 통하지 않고서는 생물학의 그 무엇도 의미가 없다."는 유명한 말을 남겼다. 이 문제는 1968년 이후에 더욱 중요해졌는데, 기무라 모토의 분자 진화의 중립설은 적어도 분자 수준에서는 자연선택이 진화의 아주 흔한 원인이 아니며, 분자 진화는 형태학적 진화와 근본적으로 다른 과정일 수 있다고 제안했다.(이러한 "분자/형태학적 역설"을 해결하는 것이 1960년대 이후로 분자 진화 연구의 중심이었다.)

### 생명공학, 유전공학, 유전체학
생명공학은 일반적으로 19세기 후반부터 생물학의 주요 부문이었다. 양조와 농업의 산업화로 인해 화학자와 생물학자들은 인간이 통제하는 생물학적 과정의 커다란 가능성을 인식하게 되었다. 특히, 발효는 화학산업에 큰 이익을 가져다 줄 수 있음을 보여주었다. 1970년대 초반에 페니실린, 스테로이드와 같은 약물부터 클로렐라 같은 식품에 이르기까지 단세포 단백질에서 가소홀(gasohol) 같은 연료뿐만 아니라 녹색 혁명에 기초한 광범위한 잡종 고수확성 작물 및 농업 기술의 향상등 생명공학이 광범위하게 발전하였다.

세심하게 조작된 대장균(Escherichia coli) 균주는 생명공학 뿐만 아니라 다른 많은 생물학 분야에서 중요한 도구이다.

#### 재조합 DNA
1970년대에 재조합 DNA 기술의 발명으로 현대적 의미의 생명공학이 시작되었다. 제한 효소는 1960년대 후반에 발견되어 특징지어졌으며, 이어서 분리, 복제, 바이러스 유전자 합성이 뒤따랐다. 1972년 폴 버그의 연구실을 시작으로(허버트 보이어 연구실의 EcoRI, 아서 콘버그 연구실의 연결효소(리게이스) 연구가 기반이 됨) 분자생물학자들은 이 조각들을 모아 최초의 유전자 변형 생물을 만들었다. 곧이어, 연구자들은 플라스미드 벡터를 사용하고 항생제 저항성 유전자를 추가하기 시작하여 재조합 기술의 범위를 크게 확장시켰다.
잠재적인 생물학적 위험(특히 바이러스성 암 유발 유전자를 가진 번식력이 좋은 세균의 확산 가능성)을 경계하면서 광범위한 과학계 외부 인사들뿐만 아니라 과학계도 열정과 두려움을 가지고 생명공학 기술 발전에 반응했다. 폴 버그가 주도한 저명한 분자생물학자 그룹은 연구의 위험성을 평가하고 관련 정책을 수립할 때까지 재조합 DNA 연구에 대한 일시적인 활동 중단을 제안했다. 이러한 활동 중단은 1975년 재조합 DNA에 대해 애실로마 회의 참가자들이 정책 권고안을 작성하고, 이 기술을 안전하게 사용할 수 있다고 결론을 내리기 전까지 크게 수용되었다.
애실로마 회의 이후 새로운 유전공학 기술과 응용 분야가 급속하게 발전했다. 올리고뉴클레오타이드 합성 및 형질주입 기술과 함께 DNA 염기서열 분석방법(프레더릭 생어와 월터 길버트가 개척함)이 크게 향상되었다. 연구자들은 도입된 유전자의 발현을 조절하는 방법을 알게 되었고, 곧이어 사람의 호르몬 생산을 위해 사람의 유전자를 발현시킬 수 있는 생물체를 만들기 위해 경쟁하였다. 그러나, 이것은 분자생물학자들이 기대했던 것보다 훨씬 더 어려운 작업이었다. 1977년과 1980년 사이에 분할유전자(split gene), RNA 스플라이싱 현상의 발견 같은 발전에 힘입어, 고등 생물은 이전 연구의 세균보다 훨씬 더 복잡한 유전자 발현 시스템을 가지고 있음이 드러났다. 사람의 인슐린 합성을 위한 첫 번째 경쟁에서 미국의 제넨테크사(Genentech, Inc.)가 승리했다. 이것은 생물학, 산업, 법 사이에 전례없는 수준의 공통 부분을 공유하는, 생명공학 붐(그리고 이것은 유전자 특허의 시대)의 시작을 의미했다.

#### 분자계통학, 유전체학

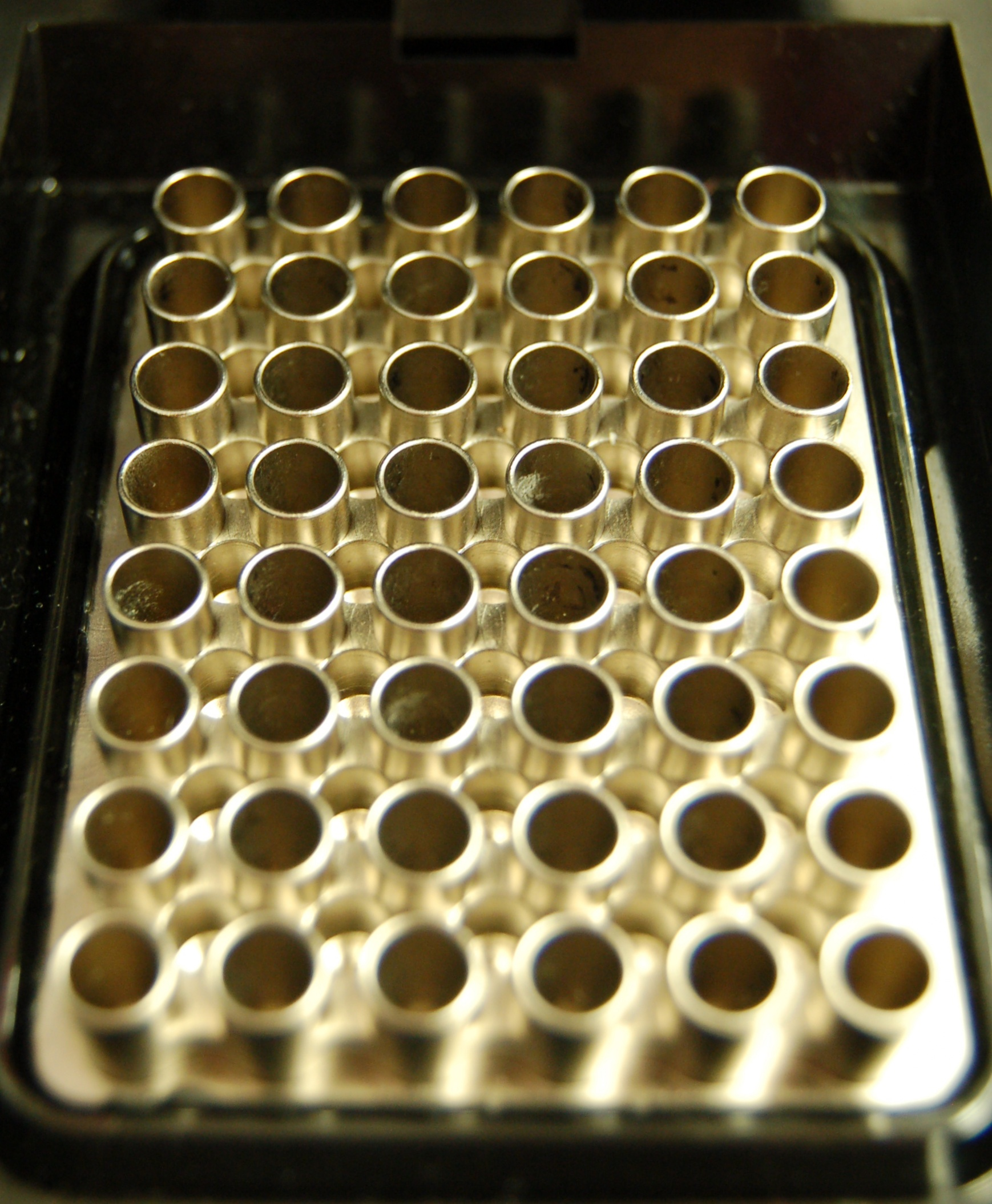
48웰 유전자 증폭기의 내부, 한 번에 많은 샘플에서 중합효소 연쇄 반응(PCR)을 수행하는데 사용하는 기기

1980년대까지 단백질 아미노산 서열 분석은 이미 생물의 과학적 분류 방법(특히 분지학)을 완전히 바꿔놓았지만, 생물학자들은 곧이어 RNA와 DNA 염기 서열을 분류 형질로 사용하기 시작했다. 이것은 분자계통학의 결과가 형태학에 기초한 전통적인 진화계통수와 비교될 수 있기 때문에 진화생물학 내에서 분자 진화의 중요성을 확대시켰다. 진핵생물의 세포소기관 중 일부가 공생 관계를 통해 자유로이 살아가던 원핵생물로부터 유래하였음을 지지하는 세포 내 공생설에 관한 린 마굴리스의 선구적인 견해에 따라 생명의 나무의 전체적인 부분이 수정되었다. 1990년대에 16S rRNA 염기서열 분석으로 칼 우스가 개척한 분자계통학 연구에 기반하여 기존의 5계 분류 체계(원핵생물계, 원생생물계, 식물계, 균계, 동물계)가 3역 분류 체계(세균역, 고균역, 진핵생물역)로 바뀌었다.
1980년대 중반 세투스 사의 캐리 멀리스와 다른 연구자들에 의한 중합효소 연쇄 반응(PCR)의 개발과 보급은 현대 생명공학의 역사에서 또 다른 분수령이었으며 유전자 분석의 용이성과 속도를 크게 증가시켰다. 표지된 서열 태그의 사용과 함께, PCR은 전통적인 생화학적, 유전학적 방법을 통해 찾을 수 있는 것보다 더 많은 유전자를 발견하고 전체 게놈(유전체)을 염기 서열 분석할 수 있는 가능성을 열었다.
수정란에서부터 성체에 이르기까지 수 많은 생물에서의 형태 형성의 단일성은 처음에는 초파리에서 나중에는 사람을 포함한 다른 곤충들과 동물들에서 호메오박스 유전자가 발견된 후에 풀리기 시작했다. 이러한 발전은 동물계의 다양한 신체 계획들이 어떻게 진화해왔고, 동물들 간에 어떻게 서로 연관되어 있는지 이해하는 쪽으로 진화발생생물학의 발달을 이끌었다.
인간 게놈 프로젝트(지금까지 수행된 가장 규모가 크고, 비싼 비용이 들어간 단일 생물학 연구 프로젝트)는 대장균(E. coli), 맥주효모(S. cerevisiae), 예쁜꼬마선충(C. elegans)과 같은 유전적으로 단순한 모델 생물에 대한 예비 연구를 거친 후 제임스 왓슨을 필두로 1988년에 시작되었다. 크레이그 벤터(셀레라 제노믹스 사의 유전자 특허에 대한 재정적 약속에 힘입어)가 개척한 샷건 시퀀싱 및 유전자 발견 방법들은 정부-민간 사이의 DNA 염기 서열 분석 경쟁을 이끌었고, 2000년에 인간 DNA 염기 서열 초안의 발표 과정에서 서로 타협점을 찾음으로써 마무리되었다.

## 21세기의 생명과학
21세기 초에 생명과학은 물리학과 같은 고전적인 분야와 생물물리학과 같은 이전과는 차별화된 새로운 분야로 크게 수렴되었다. 개선된 센서, 광학, 추적기, 기기 장치, 신호 처리, 네트워크, 로봇, 인공 위성을 포함하는 분석화학 및 물리적 기기 장치들의 발전과 데이터 수집, 저장, 분석, 모델링, 시각화, 시뮬레이션을 위한 컴퓨터 성능의 발전이 이루어졌다. 이러한 기술 발전은 생화학, 생물 시스템, 생태학등의 연구 성과를 인터넷을 통해 발표하고 이론 연구 및 실험 연구를 가능하게 했다. 이를 통해 더 나은 측정, 이론 모델, 복잡한 시뮬레이션, 이론 예측 모델 실험, 분석, 전세계적인 인터넷 관측 데이터 보고, 공개적인 동료 간의 검토, 공동 연구 및 인터넷 발표에 대한 전세계적인 접근이 가능해졌다. 생물정보학, 신경과학, 이론생물학, 계산유전체학, 우주생물학, 합성생물학 같은 생명과학의 새로운 연구 분야들이 등장했다. 또한 20세기부터 진화 현상이 직접 관측되기 시작하면서, 진화 자체가 직접 관찰가능한 사실임이 증명되었으며, 이를 통해 진화의 과정에 관한 연구가 진화유전학으로 이어지게 된다.

## 같이 보기
- 생물학과 유기화학의 연대표

## 참고 문헌
- Agar, Jon. Science in the Twentieth Century and Beyond. Polity Press: Cambridge, 2012. ISBN 978-0-7456-3469-2
- Allen, Garland E. Thomas Hunt Morgan: The Man and His Science. Princeton University Press: Princeton, 1978. ISBN 0-691-08200-6
- Allen, Garland E. Life Science in the Twentieth Century. Cambridge University Press, 1975.
- Annas, Julia Classical Greek Philosophy. In Boardman, John; Griffin, Jasper; Murray, Oswyn (ed.) The Oxford History of the Classical World. Oxford University Press: New York, 1986. ISBN 0-19-872112-9
- Barnes, Jonathan Hellenistic Philosophy and Science. In Boardman, John; Griffin, Jasper; Murray, Oswyn (ed.) The Oxford History of the Classical World. Oxford University Press: New York, 1986. ISBN 0-19-872112-9
- Bowler, Peter J. The Earth Encompassed: A History of the Environmental Sciences. W. W. Norton & Company: New York, 1992. ISBN 0-393-32080-4
- Bowler, Peter J. The Eclipse of Darwinism: Anti-Darwinian Evolution Theories in the Decades around 1900. The Johns Hopkins University Press: Baltimore, 1983. ISBN 0-8018-2932-1
- Bowler, Peter J. Evolution: The History of an Idea. University of California Press, 2003. ISBN 0-520-23693-9.
- Browne, Janet. The Secular Ark: Studies in the History of Biogeography. Yale University Press: New Haven, 1983. ISBN 0-300-02460-6
- Bud, Robert. The Uses of Life: A History of Biotechnology. Cambridge University Press: London, 1993. ISBN 0-521-38240-8
- Caldwell, John. "Drug metabolism and pharmacogenetics: the British contribution to fields of international significance." British Journal of Pharmacology, Vol. 147, Issue S1 (January 2006), pp S89–S99.
- Coleman, William Biology in the Nineteenth Century: Problems of Form, Function, and Transformation. Cambridge University Press: New York, 1977. ISBN 0-521-29293-X
- Creager, Angela N. H. The Life of a Virus: Tobacco Mosaic Virus as an Experimental Model, 1930–1965. University of Chicago Press: Chicago, 2002. ISBN 0-226-12025-2
- Creager, Angela N. H. "Building Biology across the Atlantic," essay review in Journal of the History of Biology, Vol. 36, No. 3 (September 2003), pp. 579–589.
- de Chadarevian, Soraya. Designs for Life: Molecular Biology after World War II. Cambridge University Press: Cambridge, 2002. ISBN 0-521-57078-6
- Dietrich, Michael R. "Paradox and Persuasion: Negotiating the Place of Molecular Evolution within Evolutionary Biology," in Journal of the History of Biology, Vol. 31 (1998), pp. 85–111.
- Davies, Kevin. Cracking the Genome: Inside the Race to Unlock Human DNA. The Free Press: New York, 2001. ISBN 0-7432-0479-4
- Fruton, Joseph S. Proteins, Enzymes, Genes: The Interplay of Chemistry and Biology. Yale University Press: New Haven, 1999. ISBN 0-300-07608-8
- Gottweis, Herbert. Governing Molecules: The Discursive Politics of Genetic Engineering in Europe and the United States. MIT Press: Cambridge, MA, 1998. ISBN 0-262-07189-4
- Gould, Stephen Jay. The Structure of Evolutionary Theory. The Belknap Press of Harvard University Press: Cambridge, 2002. ISBN 0-674-00613-5
- Hagen, Joel B. An Entangled Bank: The Origins of Ecosystem Ecology. Rutgers University Press: New Brunswick, 1992. ISBN 0-8135-1824-5
- Hall, Stephen S. Invisible Frontiers: The Race to Synthesize a Human Gene. Atlantic Monthly Press: New York, 1987. ISBN 0-87113-147-1
- Holmes, Frederic Lawrence. Meselson, Stahl, and the Replication of DNA: A History of "The Most Beautiful Experiment in Biology". Yale University Press: New Haven, 2001. ISBN 0-300-08540-0
- Junker, Thomas. Geschichte der Biologie. C. H. Beck: München, 2004.
- Kay, Lily E. The Molecular Vision of Life: Caltech, The Rockefeller Foundation, and the Rise of the New Biology. Oxford University Press: New York, 1993. ISBN 0-19-511143-5
- Kohler, Robert E. Lords of the Fly: Drosophila Genetics and the Experimental Life. Chicago University Press: Chicago, 1994. ISBN 0-226-45063-5
- Kohler, Robert E. Landscapes and Labscapes: Exploring the Lab-Field Border in Biology. University of Chicago Press: Chicago, 2002. ISBN 0-226-45009-0
- Krimsky, Sheldon. Biotechnics and Society: The Rise of Industrial Genetics. Praeger Publishers: New York, 1991. ISBN 0-275-93860-3
- Larson, Edward J. Evolution: The Remarkable History of a Scientific Theory. The Modern Library: New York, 2004. ISBN 0-679-64288-9
- Lennox, James (2006년 2월 15일). “Aristotle's Biology”. 《Stanford Encyclopedia of Philosophy》. 2006년 10월 28일에 확인함.
- Lovejoy, Arthur O. The Great Chain of Being: A Study of the History of an Idea. Harvard University Press, 1936. Reprinted by Harper & Row, ISBN 0-674-36150-4, 2005 paperback: ISBN 0-674-36153-9.
- Magner, Lois N. A History of the Life Sciences, third edition. Marcel Dekker, Inc.: New York, 2002. ISBN 0-8247-0824-5
- Mason, Stephen F. A History of the Sciences. Collier Books: New York, 1956.
- Mayr, Ernst. The Growth of Biological Thought: Diversity, Evolution, and Inheritance. The Belknap Press of Harvard University Press: Cambridge, Massachusetts, 1982. ISBN 0-674-36445-7
- Mayr, Ernst and William B. Provine, eds. The Evolutionary Synthesis: Perspectives on the Unification of Biology. Harvard University Press: Cambridge, 1998. ISBN 0-674-27226-9
- Morange, Michel. A History of Molecular Biology, translated by Matthew Cobb. Harvard University Press: Cambridge, 1998. ISBN 0-674-39855-6
- Rabinbach, Anson. The Human Motor: Energy, Fatigue, and the Origins of Modernity. University of California Press, 1992. ISBN 0-520-07827-6
- Rabinow, Paul. Making PCR: A Story of Biotechnology. University of Chicago Press: Chicago, 1996. ISBN 0-226-70146-8
- Rudwick, Martin J.S. The Meaning of Fossils. The University of Chicago Press: Chicago, 1972. ISBN 0-226-73103-0
- Raby, Peter. Bright Paradise: Victorian Scientific Travellers. Princeton University Press: Princeton, 1997. ISBN 0-691-04843-6
- Rothman, Sheila M. and David J. Rothman. The Pursuit of Perfection: The Promise and Perils of Medical Enhancement. Vintage Books: New York, 2003. ISBN 0-679-75835-6
- Sapp, Jan. Genesis: The Evolution of Biology. Oxford University Press: New York, 2003. ISBN 0-19-515618-8
- Secord, James A. Victorian Sensation: The Extraordinary Publication, Reception, and Secret Authorship of Vestiges of the Natural History of Creation. University of Chicago Press: Chicago, 2000. ISBN 0-226-74410-8
- Serafini, Anthony The Epic History of Biology, Perseus Publishing, 1993.
- Sulston, John. The Common Thread: A Story of Science, Politics, Ethics and the Human Genome. National Academy Press, 2002. ISBN 0-309-08409-1
- Smocovitis, Vassiliki Betty. Unifying Biology: The Evolutionary Synthesis and Evolutionary Biology. Princeton University Press: Princeton, 1996. ISBN 0-691-03343-9
- Summers, William C. Félix d'Herelle and the Origins of Molecular Biology, Yale University Press: New Haven, 1999. ISBN 0-300-07127-2
- Sturtevant, A. H. A History of Genetics. Cold Spring Harbor Laboratory Press: Cold Spring Harbor, 2001. ISBN 0-87969-607-9
- Thackray, Arnold, ed. Private Science: Biotechnology and the Rise of the Molecular Sciences. University of Pennsylvania Press: Philadelphia, 1998. ISBN 0-8122-3428-6
- Wilson, Edward O. Naturalist. Island Press, 1994.
- Zimmer, Carl. Evolution: the triumph of an idea. HarperCollins: New York, 2001. ISBN 0-06-113840-1